# Carlos Hugo Christensen
Carlos Hugo Christensen (Santiago del Estero, 15 dicembre 1914 – Rio de Janeiro, 30 novembre 1999) è stato un regista argentino.

## Biografia
Nato in Argentina in una famiglia di ascendenza danese da parte di padre, intraprese la carriera di regista al termine della seconda guerra mondiale. Si trasferì dopo alcuni anni in Brasile e si ritirò dall'attività nel 1996. Morì tre anni dopo a causa di un infarto.

## Filmografia parziale
- L'amante creola (La balandra Isabel llegó esta tarde) (1950)
- Rivolta all'isola dell'inferno (Mãos Sangrentas) (1955)
- Meus amores no Rio (1959)
- Viagem aos Seios de Duília (1965)
- A intrusa (1979)
- Runnin' After Love (1980)

## Premi e riconoscimenti
Festival internazionale del cinema di Berlino
- 1959: - Nominato all'Orso d'oro per Meus amores no Rio

Festival di Cannes
- 1951: - Nominato al Gran premio del Festival per L'amante creola (La balandra Isabel llegó esta tarde)

Festival di Venezia
- 1955: - Nominato al Leone d'oro per Rivolta all'isola dell'inferno (Mãos Sangrentas)